# Chandrayaan-4
Chandrayaan-4 est une mission spatiale de l'agence spatiale indienne, l'ISRO, dont l'objectif est de recueillir de collecter des échantillons du sol lunaire près du pôle sud  de notre satellite et de les ramener sur Terre pour les étudier. Le lancement est programmé en 2028. L'Inde ne disposant pas d'un lanceur suffisamment puissant, ses composants sont lancés séparément. Cette mission de retour d'échantillons repose sur  plusieurs technologies (notamment le rendez-vous spatial) qui n'ont jusque là jamais été mises en oeuvre par l'Agence spatiale indienne. Aussi est il prévu que celles-ci soient testées dans le cadre d'une mission spatiale expérimentale.

## Caractéristiques techniques
La mission repose sur cinq modules regroupés dans deux engins spatiaux distincts (cf schéma ci-dessous). La première sonde spatiale (Composite 1) comprend un module de propulsion (PM : Lunar Propulsion module) chargé de son transfert entre la Terre et la Lune et de sa mise en orbite aux caractéristiques proches du module équivalent de Chandrayaan-3, le module de descente (DM Descender Module)  qui doit atterrir à la surface de la Lune et comprend les équipements permettant de prélever les échantillons de sol et le module de remontée (AM  Ascender Module ) qui décolle du sol lunaire avec la capsule  contenant les échantillons. La deuxième sonde spatiale (composite 2) est chargé de ramener les échantillons de sol lunaire sur Terre. Il comprend un module chargé des transferts (TM Transfer module) aller+retour  entre la Terre et la Lune  et d'effectuer les manœuvres permettant de réaliser le rendez-vous spatial avec l'étage de remontée afin de récupérer la capsule contenant les échantillons et un module de rentrée (RM Reentry module) qui doit ramener au sol la capsule contenant les échantillons durant la phase de rentrée atmosphérique. 

Les deux sondes spatiales de la mission Chandrayaan-4
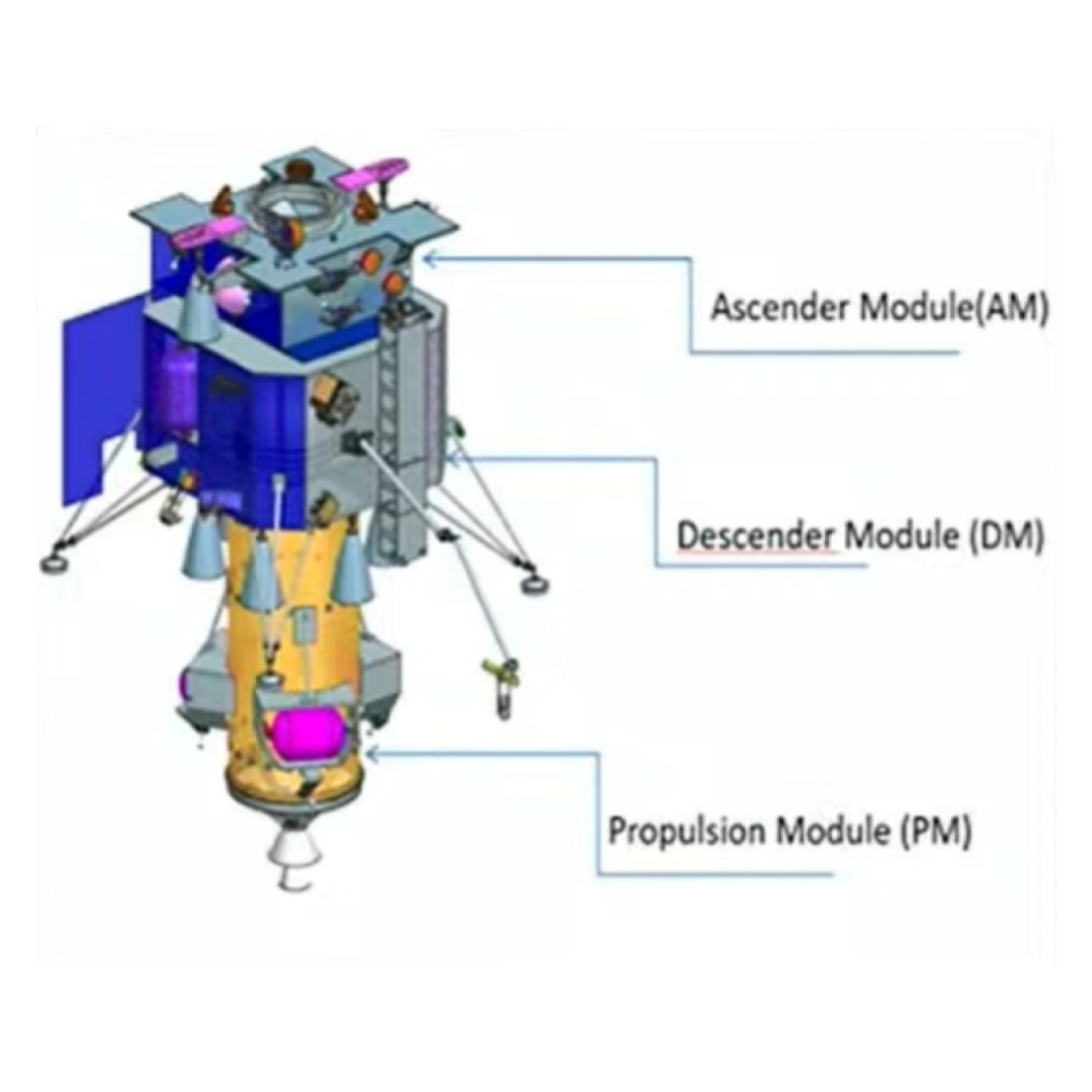
Composite 1
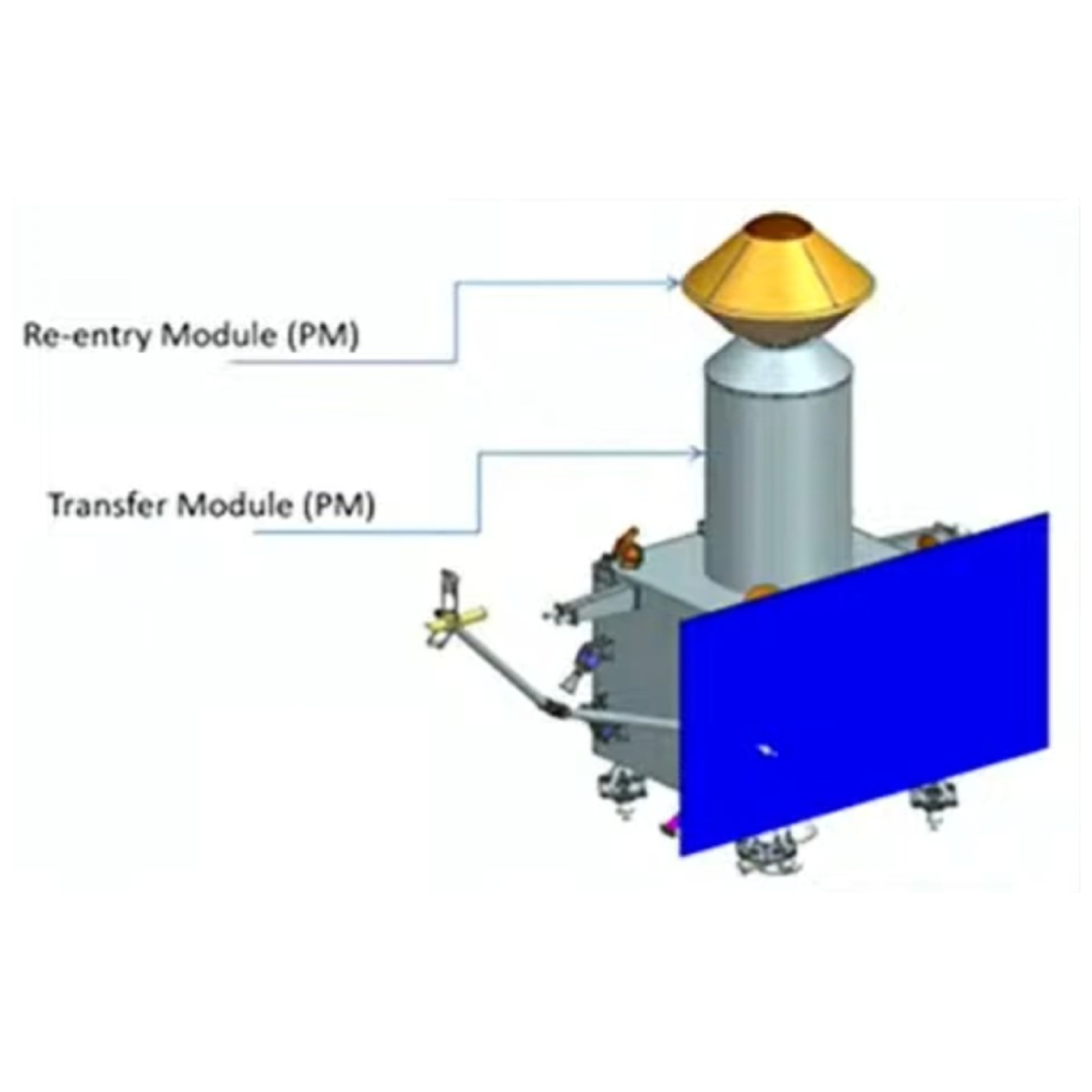
Composite 2

## Déroulement de la mission
Le composite 1 doit être lancé par une fusée GSLV-Mk III  tandis que le composite 2, plus léger, sera placé en orbite par le lanceur spatial PSLV. Aucun des deux lanceurs n'est assez puissant pour placer sa charge utile sur une trajectoire de transfert direct vers la Lune : les deux sondes sondes spatiales décriront une série d'orbites aux apogées croissantes avant de s'insérer en orbite lunaire. A son retour sur Terre, la capsule devrait amerrir dans l'Océan indien près des côtes de l'Inde